# Људмила Литвинова
Људмила Анатољевна Литвинова (рус. Людмила Анатольевна Литвинова; Липецк, 8. јул 1985) је руска атлетичарка, специјалиста за трчање на 400 метара. Од 2005. је репрезентативка Русије и чланица штафете 4 х 400 м. Чланица је Атлетског клуба Динамо из Липецка.

## Каријера
Људмила Литвинова је рођена и одрасла у Липецку, где је и дипломирала на Лицеју № 44. Од 2004. године је студирала економију на државном Универзитету Тексас у Остину.
Од детињства је волела спорт, што је убрзо дало и резултате. Озбиљни тренинзи, временом, су дали своје резултате и достигла је виши ниво спорта. Године 2007. Литвинова је био укључена у националну атлетску репрезентацију и исте године је била успешна на разним такмичењима. Најпре је учествовала на првенству Русије и била је трећа у трци на 400 м, затим у истој сезони побеђује на Европском првенству младих. Као чланица руске штафете 4 х 400 метара учествује у Светском купу, са којом је освојила четврто место.
У 2008, Људмила Литвинова учествује на олимпијским квалификацијама за олимпијску лиценцу за састав руске штафете 4 х 400 метара, са којом на Олимпијским играма 2008. у Пекингу осваја сребрну медаљу. Штафета је у финалу трчала у саставу Јулија Гушчина, Људмила Литвинова, Татјана Фирова и Анастасија Капачинска.
Због овог успеха одликована је 2. августа 2009. године Одреном заслуга за отаџбину II степена, а 29. августа удала се за масера руске атлетске репрезентације Алексеја Косенкова.
После пропуштене сезоне 2010. поново се почела такмичити.

## Резултати
Најбољи резултати по сезонама и пласман са светској ранг листи за ту сезону.
| Год.  | 2006  | 2007  | 2008  | 2009  | 2010 | 2011  | 2012  |
| ----- | ----- | ----- | ----- | ----- | ---- | ----- | ----- |
| 400 м | 51,99 | 51,25 | 50,62 | 50,27 |      | 50,92 | 50,61 |
| Место | 76    | 37    | 16    | 10    |      | 19    | 18    |